# Johanna Gadski

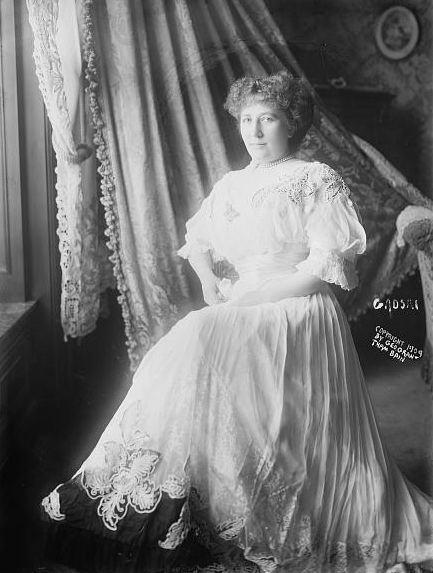
Johanna Gadski.

Johanna Emilia Agnes Gadski, född den 15 juni 1872 i Anklam, Pommern, död den 22 februari 1932 i Berlin, var en tysk operasångerska (sopran).
Johanna Gadski debuterade sjuttonårig som Undine i Berlin på Krolls teater, var anställd där till 1893, blev 1892 gift med Hans Tauscher, uppträdde 1895 på Metropolitan Opera House i New York och blev fast anställd där 1898 alternerande med kortare säsonger på Covent-gardenteatern i London. Hon tog avsked från scenen 1917. Fru Gadski vann anseende som en bland de bästa framställarinnorna av Wagners Brünnhilde, Isolde, Elsa, Eva och uppbar för övrigt ett flertal ledande sopranpartier samt gästspelade och konserterade vida omkring i Europa och Amerika.